# Wyżeł gaskoński
Wyżeł gaskoński – rasa psa należąca do grupy wyżłów, zaklasyfikowana do sekcji wyżłów kontynentalnych, w podsekcji psów w typie gończego, typ wyżłowaty, podległa próbom pracy.
Występują dwa typy wyżłów francuskich: duże (typ gaskoński) oraz małe (typ pirenejski). Oba typy psów wywodzą się z południowo-zachodniej Francji oraz z centralnego rejonu Pirenejów, gdzie były hodowane w czystości rasy.

## Wygląd
Wyżeł gaskoński to pies o średnich proporcjach ciała, silny, krzepki, o mocnej budowie i szlachetnym wyglądzie. Jego skóra jest elastyczna i dość luźna.
Włos gruby, dobrze okrywający ciało; delikatniejszy na głowie i uszach. Umaszczenie może występować:
- kasztanowo-brązowe
- kasztanowo-brązowe z białym
- kasztanowo-brązowe intensywnie nakrapiane białymi znaczeniami
- kasztanowo-brązowe podpalane (podpalanie występuje nad oczami, na wargach i nogach)

## Wady
- Zbyt lekka lub zbyt ciężka budowa.
- Guz potyliczny zbyt wyraźnie zaznaczony.
- Fafle zbyt cienkie lub zbyt krótkie.
- Uszy płaskie, krótkie lub zbyt pofałdowane.
- Brzuch podkasany.
- Platfus.